# Mario West
Mario Marceé West (Huntsville, 19 giugno 1984) è un ex cestista statunitense, professionista nella NBA, in Europa, Asia e Sudamerica.